# Episodi di The Clairvoyant (serie televisiva)
La prima e unica stagione della sitcom The Clairvoyant (tradotto Il chiaroveggente) è andata in onda il 27 novembre 1984 per l'episodio pilota e dal 15 maggio al 19 giugno 1986 sulla BBC2.
Gli episodi della serie non hanno un titolo.
| nº | Titolo           | Prima TV UK      |
| -- | ---------------- | ---------------- |
| 0  | Episodio pilota  | 27 novembre 1984 |
| 1  | Primo episodio   | 15 maggio 1986   |
| 2  | Secondo episodio | 22 maggio 1986   |
| 3  | Terzo episodio   | 29 maggio 1986   |
| 4  | Quarto episodio  | 12 giugno 1986   |
| 5  | Quinto episodio  | 19 giugno 1986   |

## Episodio pilota
- Prima trasmissione: 27 novembre 1984

### Trama
A causa di un incidente stradale, un rivenditore di automobili perde i sensi e, al risveglio, si accorge di avere il dono della chiaroveggenza. La prima cosa che fa è scoprire l'identità di chi lo ha investito.
- Interpreti: David Lyon (dottore), John Arthur (tassista), Albert Saveen (passeggero del taxi), Belinda Lang (infermiera anziana), Caroline Gruber (infermiera giovane), Sara Heliane Elliot (giovane madre), Nick Revell (portiere dell'ospedale)

## Primo episodio
- Prima trasmissione: 15 maggio 1986

### Trama
A causa della sua chiaroveggenza, Arnold comincia ad avere difficoltà nel rivendere auto usate, poiché non sa più dire le bugie ai suoi clienti. Come se non bastasse, anche la vista si sta regredendo.
- Interpreti: Beryl Nesbitt (automobilista), Laurie Webb, Pam Pearce (clienti), Carl Proctor, Sarah Lermit (gli innamorati)

## Secondo episodio
- Prima trasmissione: 22 maggio 1986

### Trama
Arnold ha una buona opportunità di mettere a frutto il dono della chiaroveggenza quando Lily incontra l'ex sindaco della cittadina che è alla ricerca del suo amore perduto, una cantante d'opera.
- Interpreti: Michael Howard (Mr. Davenport), Leah Thys (guidatrice), Brian Peck, Joyce Windsor (clienti), Mick Oliver (Big Mick)

## Terzo episodio
- Prima trasmissione: 29 maggio 1986

### Trama
Da quando Arnold è divenuto chiaroveggente e onesto, le vendite delle automobili sono fortemente diminuite, ma quando ha l'occasione di incontrare un rivenditore disonesto, Arnold ritorna quello che era prima dell'incidente.
- Interpreti: Martin Benson (rivenditore disonesto), David Shaughnessy (automobilista), Hilda Campbell-Russell (guidatrice)

## Quarto episodio
- Prima trasmissione: 12 giugno 1986

### Trama
Dawn riceve una lettera inaspettata da Vernie, un amico di Arnold, il quale ha la speranza che un giorno il suo amore non corrisposto possa essere ricambiato. Lei farà conto sui suggerimenti di Arnold.
- Interpreti: Geoffrey Wilkinson (automobilista)

## Quinto episodio
- Prima trasmissione: 19 giugno 1986

### Trama
Quando Carmen inizia ad insultare i clienti della concessionaria e a lanciare occhiate di sdegno, Arnold comprende che qualcosa non va.
- Interpreti: David Trevena (Mr. Whipple), Derek Royle (guidatore)